# مدرسه ملی ایکیتوس
مدرسه ملی ایکیتوس ((به اسپانیایی: Colegio Nacional Iquitos)(اختصاری CNI)) یک تیم فوتبال پرویی مستقر در شهر ایکیتوس است که در سال ۱۹۲۶ تأسیس شد. این تیم بزرگ‌ترین باشگاه در شهر ایکیتوس است و در حال حاضر در هیچ لیگی حضور ندارد. در اوایل سال ۲۰۱۲، باشگاه ایکیتوس از حضور در دسته دوم لیگ پرو انصراف داد و تصمیم گرفت به جای آن در کاپا پرو ۲۰۱۲ شرکت کند. این تیم پیش از این در لیگ دسته اول پرو حضور داشته است اما در سال ۲۰۱۱ از دسته اول پرو سقوط کرد.

## تاریخ
در تاریخ ۲۰ مه ۱۹۲۶، جلسه‌ای با حضور ۴۷ فارغ‌التحصیل از مدرسه ملی ایکیتوس و مدیر آن‌ها، پدرو آ. دل آگیلا هیگالگو و ایزابل آگیلار برگزار شد تا تیم فوتبال مدرسه ملی ایکیتوس تأسیس گردد.
این باشگاه به مدت ۲۰ سال، از ۱۹۷۳ تا ۱۹۹۲، نماینده شهر ایکیتوس در دسته اول پرو بود. بهترین عملکرد آن‌ها در سال ۱۹۷۷ بود، زمانی که تیم در شهر کوسکو با گل هنری پرالس موفق به شکست دادن تیم سینسیانو شد. در پایان مرحله اول مسابقات آن دوره، این تیم با تیم میلگار در کسب جایگاه اول برابر شد. با این حال در مرحله بعدی مسابقات برای کسب عنوان قهرمانی ملی و صعود به کاپا لیبرتادورس، نتوانست جایگاه اول را حفظ کند و شکست خورد.
بازیکنان برجسته تیم ایکیتوس شامل بازیکنان اصلی تیم ملی پرو همچون اوتورینو سارتور، خوان پاپلیتو کاسرس و رامون کیروگا و مدافعان برجسته‌ای چون سزار آدریازولا، خوان مانوئل تویکو، روبرتو آرلروئا، ارنستو گویّین، فلورنتینو برناولا و اسرائیل کیخاندریا و همچنین مهاجمانی چون خوان خوزه اوره، برنابه ناوارو، ارنستو نیرا، خوان مایکل ایگل، نهیمیا مرا و ریچارد ویناتئا بودند.
در سال ۱۹۹۲، تیم ایکیتوس با سرمربی‌گری هنری پرالس آغاز غیرمنتظره‌ای داشت و در نیم‌فصل اول رویدادی به نام «تورنیو دسنتریالیزادو» در سال ۱۹۹۲ در رتبه دوم قرار گرفت. اما در نیم‌فصل دوم، مشکلات مدیریتی در تیم بروز کرد و تیم نتوانست نتایج نیم‌فصل اول را حفظ کند. تیم ایکیتوس در برابر تیم لئون د هوانوکو با نتیجه ۵–۰ شکست خورد و در نهایت سقوط کرد.
در تاریخ ۱۱ دسامبر ۲۰۰۸، تیم ایکیتوس از طریق شرکت در کاپا پرو به لیگ برتر بازگشت. این تیم در مرحله نهایی کاپا پرو در سال ۲۰۰۸ به عنوان نایب قهرمان انتخاب شد. این اتفاق در یک مسابقه گروهی تعیین‌کننده در برابر اتلتیکو تورینو که با نتیجه ۱–۱ به پایان رسید، رخ داد. تیم ایکیتوس در افتتاحیه دور نهایی با نتیجه ۱–۰ اسپورت واندیی، قهرمان نهایی را شکست داد و همچنین با تیم کوبریسول از شهر موکگوا با نتیجه ۲–۲ مساوی کرد.
پس از گذراندن دو سال در بالاترین سطح فوتبال پرو، این باشگاه در سال ۲۰۱۱ با قرار گرفتن در رتبه آخر فصل به دسته پایین‌تر سقوط کرد. تیم ایکیتوس تصمیم به عدم شرکت در دسته دوم پرو گرفت و به مرحله منطقه‌ای کاپا پرو ۲۰۱۲ منتقل شد.

## سی‌اِن‌آی اِف. سی.
سی‌اِن‌آی اِف. سی. تیم ذخیره ایکیتوس است که در لیگ ناحیه ایکیتوس بازی می‌کند. پس از عملکرد ضعیف تیم ایکیتوس در کاپا پرو ۲۰۱۲، این تیم مجبور شد از لیگ اصلی شهر خود شروع کند. از آنجا که باشگاه اصلی با بدهی‌های گذشته مواجه بود، مالکان باشگاه تصمیم به آغاز دوباره گرفتند و تیم ذخیره را برای کسب نتیجه در فصل‌های آینده تقویت کردند. سی‌اِن‌آی اِف. سی. به کاپا پرو ۲۰۱۳ راه یافت و در مرحله یک‌هشتم نهایی توسط تیم اتحادیه هوارال حذف شد.